# Cancha Holman
La cancha Holman, escrito en algunos lugares como Hollman o Holzman, y posteriormente denominada como cancha Rangers, fue un recinto deportivo perteneciente al club Rangers, ubicado en la comuna chilena de Talca, Región del Maule. 
Fue inaugurada el 12 de abril de 1908 en un encuentro amistoso entre Rangers y el club 18 de septiembre.

## Historia

### Fundación y primeros usos
La cancha fue inaugurada el 12 de abril de 1908 y gracias a la iniciativa del presidente de aquel entonces, Ricardo Wessel. Se encontraba en la intersección de las calles 2 poniente y 5 ½ norte. El nombre original se debe al dueño del terreno en el que se encontraba la cancha, Guillermo Holman, un importante empresario financiero de la ciudad.
Para la inauguración del estadio se organizó un partido entre el propietario de la cancha, Rangers, y el club 18 de septiembre, su clásico rival de la época. El partico culminó 1:1.
Rangers ocupó esta cancha de forma constante durante los siguientes años, tanto para entrenar como para jugar, destacando la realización de encuentros por el campeonato, así como también partidos inter-city. De este segundo grupo los registros más conocidos son los amistosos jugados contra Loma Blanca en 1908 y Santiago Badminton en 1923. El club también la arrendaba para la realización de partidos de la Liga de Talca.
El recinto contaba con unas graderías bajas que rodeaban gran parte de la cancha, y en su momento destacó por la buena calidad del recinto en general, siendo destacado por la prensa capitalina.

La cancha del Rangers es una de las más hermosas y mejor preparadas de Talca
Zig-Zag, 1908

Además, en años posteriores se le agregaron camerinos, baños y salones para eventos.
La cancha también era utilizada por el club para la organización de actividades variadas, como celebraciones de fiestas patrias y la práctica de otros deportes. Además, constantemente era arrendada para otras instituciones como clubes deportivos e incluso el municipio de la ciudad.
Con el tiempo, el recinto comenzó a perder la calidad y los cuidados que tuvo en algún momento. En la década del '20, las condiciones del recinto eran tan deficientes que los jugadores debían llegar vestidos desde sus casas, para luego arribar al campo de juego, sin poder utilizar los camarines o baños del recinto.  

### Reinauguración y cierre
El 25 de septiembre de 1932 el estadio sería reinaugurado como la «cancha Rangers», en un encuentro entre el club rojinegro y Deportivo Ñuñoa, que contó con la presencia de las autoridades locales, la banda del regimiento y la Reina de la Primavera de Talca. Antes del partido principal se jugó un preliminar entre las inferiores de Rangers y de 18 de septiembre, donde ganaron los rojinegros 4 a 1. En el partido de fondo, caracterizado por una inusitada brusquedad entre los jugadores, Deportivo Ñuñoa venció 3:1.
Pese a la calidad que, en un principio, tenía el recinto, con el tiempo comenzaría a ser dejado de lado, especialmente cuando se inauguró el Estadio Municipal, el cual se volvería el centro de todas las actividades deportivas de la comuna. Rangers comenzaría a jugar de local en dicho recinto, dejando su cancha para los entrenamientos y ocasionalmente para que fuese usada por las filiales.    
Eventualmente, el club comenzó a tener problemas con los dueños de los terrenos, ahora la sociedad Sandoval Hnos. Esto gatilló, en 1935, el cese del arriendo de los terrenos con la cancha y el fin oficial de esta.